# کنوود (کالیفرنیا)
کنوود (به انگلیسی: Kenwood) یک منطقهٔ مسکونی در ایالات متحده آمریکا است که در شهرستان سونوما، کالیفرنیا واقع شده‌است. کنوود ۱۳٫۳۷۱ کیلومتر مربع مساحت و ۱٬۰۲۸ نفر جمعیت دارد و ۱۲۹ متر بالاتر از سطح دریا واقع شده‌است.